# Transports en commun de Lourdes
MonCitybus était le réseau de transport en commun qui dessert la commune de Lourdes depuis le 3 janvier 2013. Ce réseau est géré par CarAlliance ACTL.
Le 17 octobre 2020, le réseau est remplacé par les transports en commun de Tarbes-Lourdes-Pyrénées, réseau unifiant les différentes offres existantes sur le périmètre de la communauté d'agglomération Tarbes-Lourdes-Pyrénées.

## Le réseau

### Présentation

Logo de l'exploitant

Le réseau est en place depuis le 3 janvier 2013 et exploité par Caralliance ACTL. Ce réseau se caractérise par des lignes en étoile circulant du lundi au samedi en passant par la gare routière, à proximité de la mairie de Lourdes, qui devient le point central du réseau.

### Lignes annuelles
| Ligne | Caractéristiques | Caractéristiques                           | Caractéristiques                           | Caractéristiques                           | Caractéristiques                           | Caractéristiques                           | Caractéristiques                           | Caractéristiques                           | Caractéristiques                           |
| A1    | (Circulaire) Gare Routière ⥋ Gare Routière | (Circulaire) Gare Routière ⥋ Gare Routière | (Circulaire) Gare Routière ⥋ Gare Routière | (Circulaire) Gare Routière ⥋ Gare Routière | (Circulaire) Gare Routière ⥋ Gare Routière | (Circulaire) Gare Routière ⥋ Gare Routière | (Circulaire) Gare Routière ⥋ Gare Routière | (Circulaire) Gare Routière ⥋ Gare Routière | (Circulaire) Gare Routière ⥋ Gare Routière |
| ----- | --- | ------------------------------------------ | ------------------------------------------ | ------------------------------------------ | ------------------------------------------ | ------------------------------------------ | ------------------------------------------ | ------------------------------------------ | ------------------------------------------ |
| A1    | Ouverture / Fermeture 3 janvier 2013 / 16 octobre 2020 | Longueur —                                 | Durée 30 min                               | Nb. d’arrêts 25                            | Matériel Midibus Minibus                   | Jours de fonctionnement L, Ma, Me, J, V, S | Jour / Soir / Nuit / Fêtes O / N / N / N   | Voy. / an —                                | Exploitant CarAlliance ACTL                |
| A1    | Desserte : - Villes et lieux desservis : Lourdes (Gare Routière, Halles, Cité Rotchild, Soum, Bas Parking Pic du Jer, Macao, Carrefour Market, Ophite, Route de Bagnères, École Anclades, Hameau de Sarsan, Gendarmerie Nationale, Gare SNCF Hôpital / Ibis, Saint-Joseph / Grotte, Place Marcadal) - Gare(s) desservie(s) : Gare de Lourdes |                                            |                                            |                                            |                                            |                                            |                                            |                                            |                                            |
| A1    | Autre : - Arrêts non accessibles aux UFR : — - Particularités : Desserte de la grotte uniquement du 2 novembre au dimanche des Rameaux. - Date de dernière mise à jour : 11 mai 2015. |                                            |                                            |                                            |                                            |                                            |                                            |                                            |                                            |

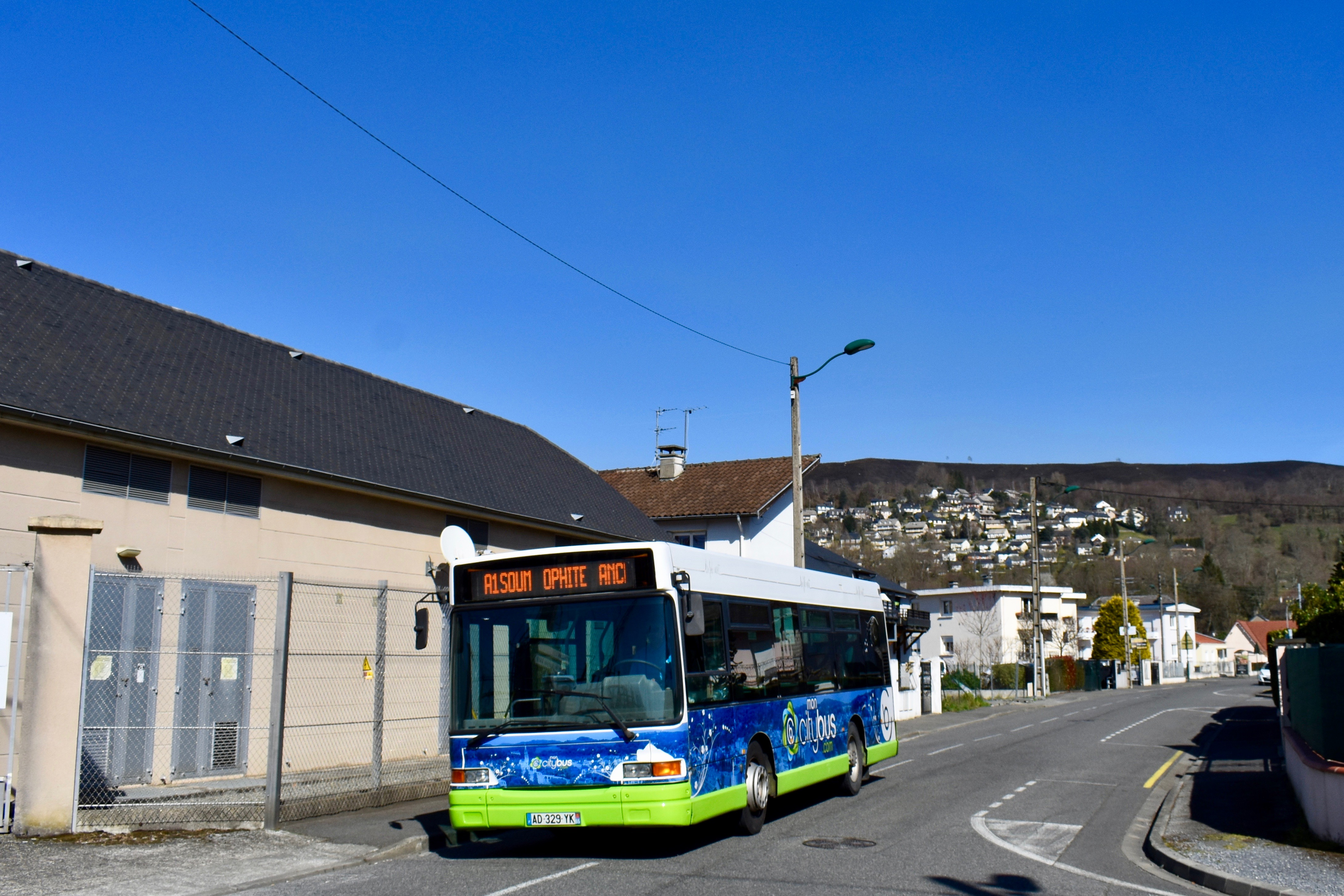
Ligne A1
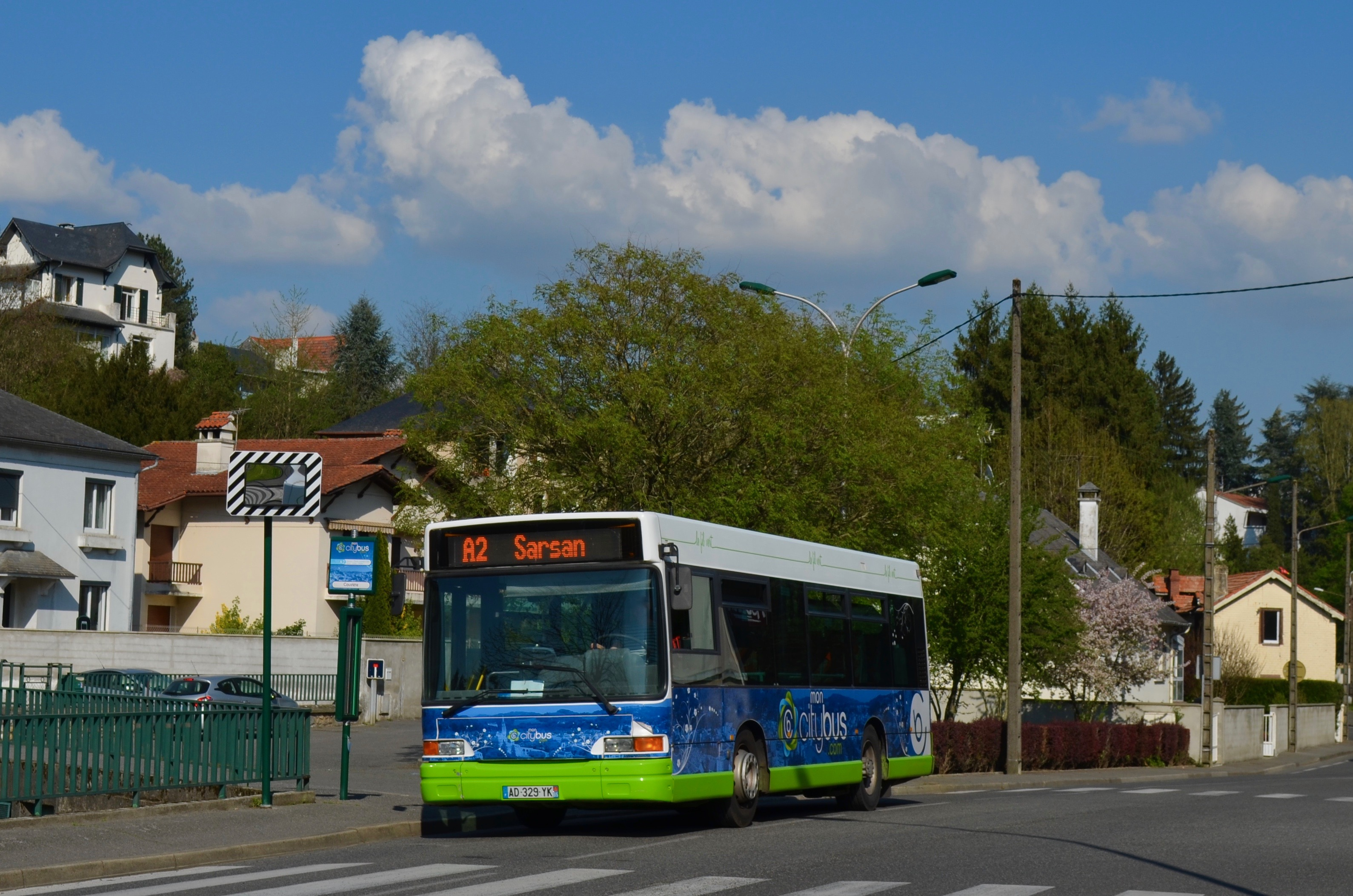
Ligne A2
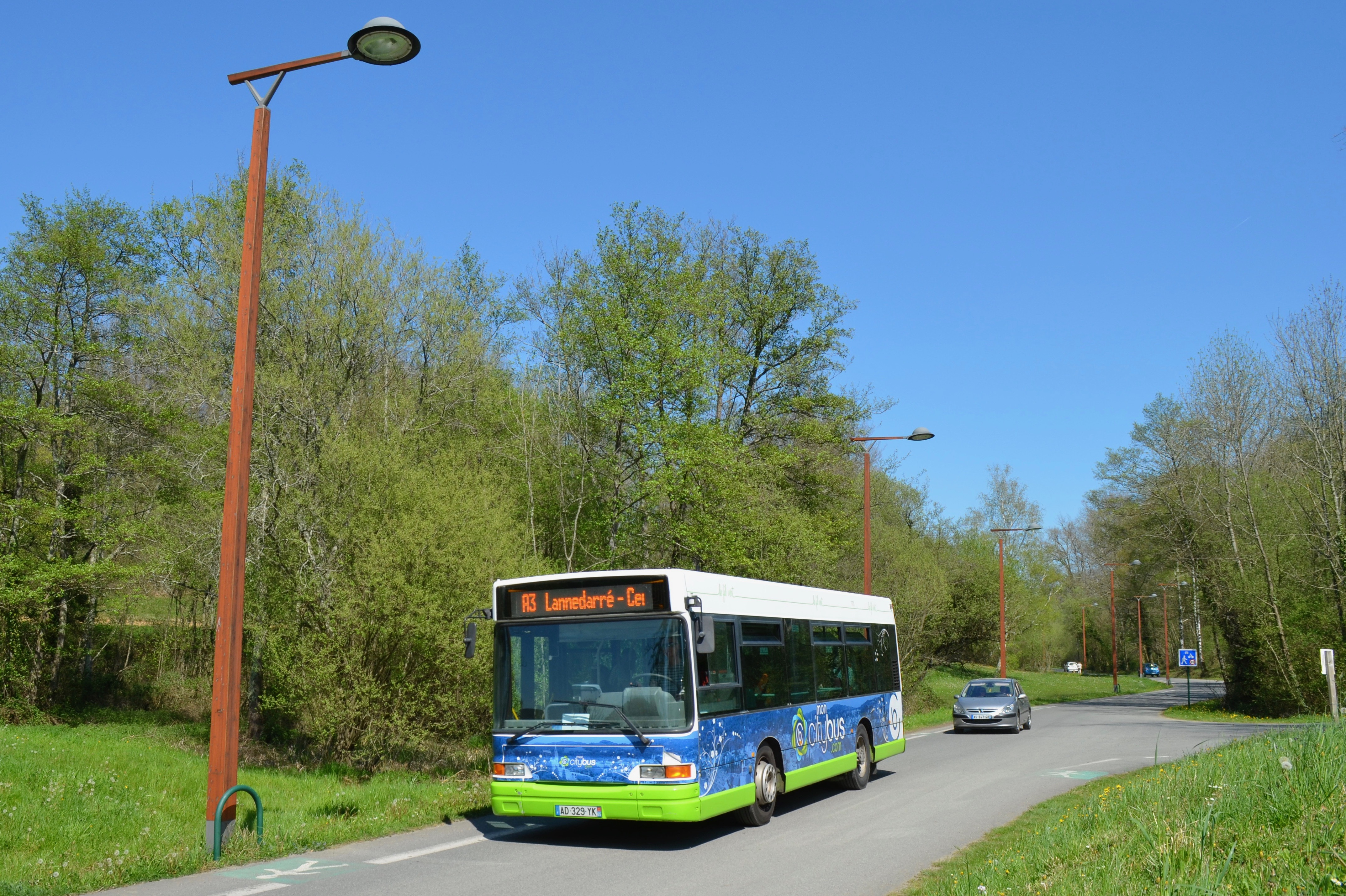
Ligne A3

| A1    | Dernière actualisation : — |                                            |                                            |                                            |                                            |                                            |                                            |                                            |                                            |
| A2    | (Circulaire) Gare Routière ⥋ Gare Routière | (Circulaire) Gare Routière ⥋ Gare Routière | (Circulaire) Gare Routière ⥋ Gare Routière | (Circulaire) Gare Routière ⥋ Gare Routière | (Circulaire) Gare Routière ⥋ Gare Routière | (Circulaire) Gare Routière ⥋ Gare Routière | (Circulaire) Gare Routière ⥋ Gare Routière | (Circulaire) Gare Routière ⥋ Gare Routière | (Circulaire) Gare Routière ⥋ Gare Routière |
| A2    | Ouverture / Fermeture 3 janvier 2013 / 16 octobre 2020 | Longueur —                                 | Durée 31 min                               | Nb. d’arrêts 30                            | Matériel Midibus Minibus                   | Jours de fonctionnement L, Ma, Me, J, V, S | Jour / Soir / Nuit / Fêtes O / N / N / N   | Voy. / an —                                | Exploitant CarAlliance ACTL                |
| A2    | Desserte : - Villes et lieux desservis : Lourdes (Gare Routière, Halles, Fronton, Gendarmerie Nationale, Lycée de Sarsan, Communauté de communes du Pays de Lourdes, Moulin du Monge, E.Leclerc, Netto, Lidl, Piscine, Salles des Fêtes, Office de Tourisme / Sacré Cœur, Place Marcadal) - Gare(s) desservie(s) : Gare de Lourdes           |                                            |                                            |                                            |                                            |                                            |                                            |                                            |                                            |
| A2    | Autre : - Arrêts non accessibles aux UFR : — - Particularités : Aucune - Date de dernière mise à jour : 11 mai 2015. |                                            |                                            |                                            |                                            |                                            |                                            |                                            |                                            |
| A2    | Dernière actualisation : — |                                            |                                            |                                            |                                            |                                            |                                            |                                            |                                            |
| A3    | (Circulaire) Gare Routière ⥋ Gare Routière | (Circulaire) Gare Routière ⥋ Gare Routière | (Circulaire) Gare Routière ⥋ Gare Routière | (Circulaire) Gare Routière ⥋ Gare Routière | (Circulaire) Gare Routière ⥋ Gare Routière | (Circulaire) Gare Routière ⥋ Gare Routière | (Circulaire) Gare Routière ⥋ Gare Routière | (Circulaire) Gare Routière ⥋ Gare Routière | (Circulaire) Gare Routière ⥋ Gare Routière |
| A3    | Ouverture / Fermeture 3 janvier 2013 / 16 octobre 2020 | Longueur —                                 | Durée 34 min                               | Nb. d’arrêts 30                            | Matériel Midibus Minibus                   | Jours de fonctionnement L, Ma, Me, J, V, S | Jour / Soir / Nuit / Fêtes O / N / N / N   | Voy. / an —                                | Exploitant CarAlliance ACTL                |
| A3    | Desserte : - Villes et lieux desservis : Lourdes (Gare Routière, Halles, Place Marcadal, Sacré Cœur / Office de Tourisme, Ibis / Hôpital, Gare SNCF, Stade A. Béguère, Lac de Lourdes, Centre Aéré Biscaye, Palais des Sports, Rue de Pau, Rond-Point Labastide) - Gare(s) desservie(s) : Gare de Lourdes                                    |                                            |                                            |                                            |                                            |                                            |                                            |                                            |                                            |
| A3    | Autre : - Arrêts non accessibles aux UFR : — - Particularités : Aucune - Date de dernière mise à jour : 11 mai 2015. |                                            |                                            |                                            |                                            |                                            |                                            |                                            |                                            |
| A3    | Dernière actualisation : — |                                            |                                            |                                            |                                            |                                            |                                            |                                            |                                            |

- Ligne A1
- Ligne A2
- Ligne A3

### Lignes saisonnières
| Ligne | Caractéristiques | Caractéristiques                                           | Caractéristiques                                           | Caractéristiques                                           | Caractéristiques                                           | Caractéristiques                                           | Caractéristiques                                           | Caractéristiques                                           | Caractéristiques                                           |
| S4    | (Circulaire) Saint-Joseph / Grotte ⥋ Saint-Joseph / Grotte | (Circulaire) Saint-Joseph / Grotte ⥋ Saint-Joseph / Grotte | (Circulaire) Saint-Joseph / Grotte ⥋ Saint-Joseph / Grotte | (Circulaire) Saint-Joseph / Grotte ⥋ Saint-Joseph / Grotte | (Circulaire) Saint-Joseph / Grotte ⥋ Saint-Joseph / Grotte | (Circulaire) Saint-Joseph / Grotte ⥋ Saint-Joseph / Grotte | (Circulaire) Saint-Joseph / Grotte ⥋ Saint-Joseph / Grotte | (Circulaire) Saint-Joseph / Grotte ⥋ Saint-Joseph / Grotte | (Circulaire) Saint-Joseph / Grotte ⥋ Saint-Joseph / Grotte |
| ----- | --- | ---------------------------------------------------------- | ---------------------------------------------------------- | ---------------------------------------------------------- | ---------------------------------------------------------- | ---------------------------------------------------------- | ---------------------------------------------------------- | ---------------------------------------------------------- | ---------------------------------------------------------- |
| S4    | Ouverture / Fermeture 24 mars 2013 / 16 octobre 2020 | Longueur —                                                 | Durée —                                                    | Nb. d’arrêts 12                                            | Matériel Midibus Minibus                                   | Jours de fonctionnement L, Ma, Me, J, V, S, D              | Jour / Soir / Nuit / Fêtes O / O / N / O                   | Voy. / an —                                                | Exploitant CarAlliance ACTL                                |
| S4    | Desserte : - Villes et lieux desservis : Lourdes (Saint-Joseph / Grotte, Massabielle, Village des Jeunes, Parking Arrouza, Rotchild, Macao, Pic du Jer, Soum, Esplanade Paradis, Notre-Dame de Sarte, Italie) - Gare(s) desservie(s) : -                                                                  |                                                            |                                                            |                                                            |                                                            |                                                            |                                                            |                                                            |                                                            |
| S4    | Autre : - Arrêts non accessibles aux UFR : — - Particularités : - Ligne fonctionnant entre le dimanche des Rameaux et le 31 octobre. - Date de dernière mise à jour : 11 mai 2015. |                                                            |                                                            |                                                            |                                                            |                                                            |                                                            |                                                            |                                                            |
| S4    | Dernière actualisation : — |                                                            |                                                            |                                                            |                                                            |                                                            |                                                            |                                                            |                                                            |
| S5    | (Circulaire) Saint-Joseph / Grotte ⥋ Saint-Joseph / Grotte | (Circulaire) Saint-Joseph / Grotte ⥋ Saint-Joseph / Grotte | (Circulaire) Saint-Joseph / Grotte ⥋ Saint-Joseph / Grotte | (Circulaire) Saint-Joseph / Grotte ⥋ Saint-Joseph / Grotte | (Circulaire) Saint-Joseph / Grotte ⥋ Saint-Joseph / Grotte | (Circulaire) Saint-Joseph / Grotte ⥋ Saint-Joseph / Grotte | (Circulaire) Saint-Joseph / Grotte ⥋ Saint-Joseph / Grotte | (Circulaire) Saint-Joseph / Grotte ⥋ Saint-Joseph / Grotte | (Circulaire) Saint-Joseph / Grotte ⥋ Saint-Joseph / Grotte |
| S5    | Ouverture / Fermeture 10 février 2013 / 17 octobre 2020 | Longueur —                                                 | Durée —                                                    | Nb. d’arrêts 18                                            | Matériel Midibus Minibus                                   | Jours de fonctionnement L, Ma, Me, J, V, S, D              | Jour / Soir / Nuit / Fêtes O / O / N / O                   | Voy. / an —                                                | Exploitant CarAlliance ACTL                                |
| S5    | Desserte : - Villes et lieux desservis : Lourdes (Saint-Joseph / Grotte, Maison Paternelle, Place Jeanne d'Arc, Place Peyremale, Sacré Cœur / Office de Tourisme, Hôpital / Ibis, Gare SNCF, Haut Rue de la Grotte, Musée de Cire, Mercure, Notre-Dame de Sarte) - Gare(s) desservie(s) : Gare de Lourdes |                                                            |                                                            |                                                            |                                                            |                                                            |                                                            |                                                            |                                                            |
| S5    | Autre : - Arrêts non accessibles aux UFR : — - Particularités : - Ligne fonctionnant les 10 et 11 février, entre le dimanche des Rameaux et le 31 octobre et le 08 décembre. - Le circuit change change de sens tous les 15 jours. - Date de dernière mise à jour : 11 mai 2015.                          |                                                            |                                                            |                                                            |                                                            |                                                            |                                                            |                                                            |                                                            |
| S5    | Dernière actualisation : — |                                                            |                                                            |                                                            |                                                            |                                                            |                                                            |                                                            |                                                            |

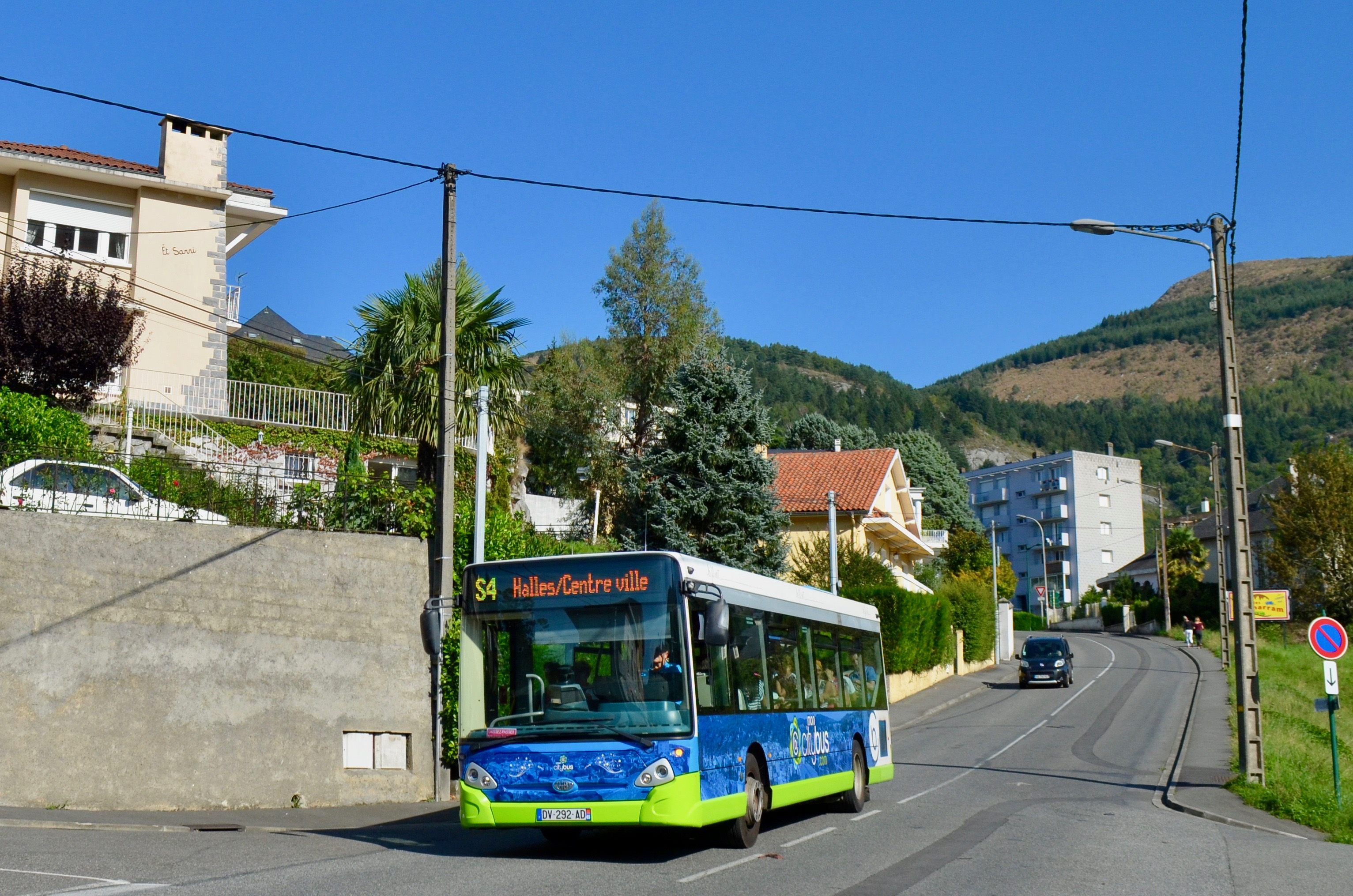
Ligne S4
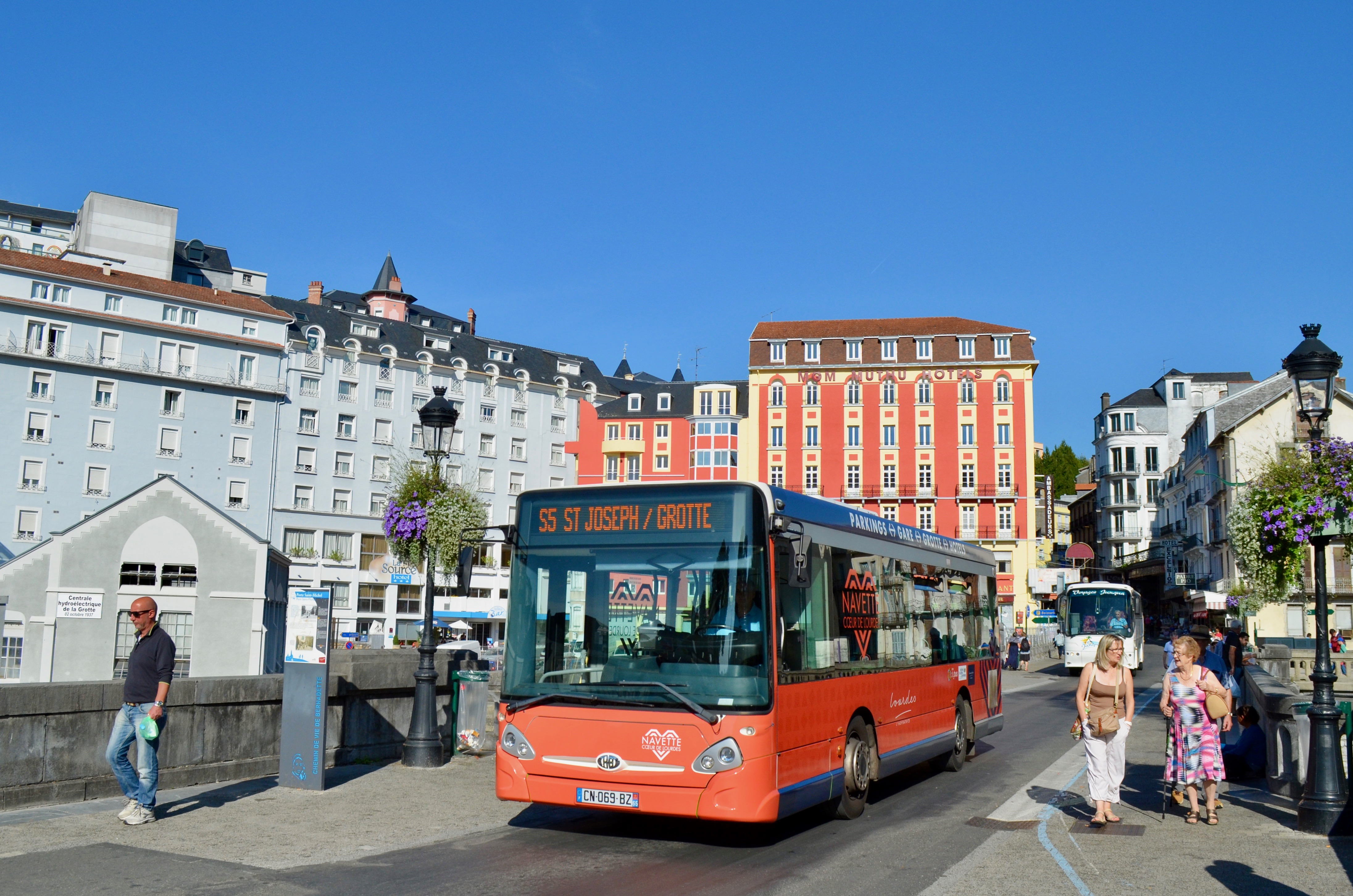
Ligne S5

## État du parc
État de parc au 10 septembre 2019.
| Modèles                           | Numéros         | Années | Affectations       | Propriétaire     |
| --------------------------------- | --------------- | ------ | ------------------ | ---------------- |
| Midibus (7)                       |                 |        |                    |                  |
| 3 Heuliez GX 127C                 | 28, 29, 31      | 2012   | A1, A2, A3, S4, S5 | CarAlliance ACTL |
| 4 Heuliez GX 117                  | 21, 26, 27, 709 |        | A1, A2, A3, S4, S5 | CarAlliance ACTL |
| Minibus (2)                       |                 |        |                    |                  |
| 1 Dietrich City 21 (châssis Fiat) | 30              | 2012   | A1, A2, A3         | CarAlliance ACTL |

Véhicules réformés
- Heuliez GX 77H ;
- Gruau Microbus.